# Thomas Munro
Thomas Munro fue un soldado y estadista escocés, nieto de Alexander Munro III, profesor de anatomía de la universidad de Edimburgo.

## Biografía
Thomas fue educado en la Universidad de Glasgow. Durante su periodo universitario se distinguió por su temperamento abierto, su generosidad y disposición, además de su coraje y presencia. Siendo de contextura robusta, aventajaba a sus pares en el ejercicio atlético y en especial se destacó en boxeo. En su juventud intentó continuar los negocios familiares de su padre, pero en 1789 se alistó como cadete de infantería en Madras, India.
Participó con su regimiento en la dura batalla contra Haidar Ali (1780-1783), y posteriormente contra Tipu Sultan (1790-1792). Luego fue elegido como uno de los cuatro militares que administrarían el territorio adquirido a Tipu, donde permaneció siete años. Después de la pérdida definitiva de Tipu en 1799, pasó un corto periodo restaurando el orden en Kanara y luego por otros siete años (1800-1807), fue puesto a cargo del territorio "cedido" por los Nizam de Hyderabad, donde introdujo el sistema ryotwari de tenencia de tierras.
Después de una larga estadía en el Reino de Gran Bretaña durante la cual aportó valiosos conocimientos en los asuntos de la Compañía de la India Oriental Británica, retornó a Madras en 1814 con instrucciones especiales para reformar el sistema jurídico y policial.
Al declararse la Guerra Pindari en 1817, fue convocado como brigadier general para comandar la división de reserva formada para reducir los territorios australes de Pashwa. De su extraordinaria participación diría en la Cámara de los Comunes del parlamento inglés, Canning: “Fue al campo de batalla con no más de seiscientos hombres, de los cuales solo una pequeña parte eran europeos….Nueve fuertes se rindieron o fueron tomados por asalto de este modo, y al final de un silencioso y lento avance, aparecía…dejando tras de sí todo tranquilo y seguro”.
En 1820 fue nombrado gobernador de Madras, donde instauró los sistemas de rentas y administración general que se mantienen hasta el día de hoy. Sus minutas oficiales publicadas por Sir A. Arbuthnot, forman un manual de experiencias y consejos para el ciudadano moderno.
Falleció de cólera, mientras viajaba por los territorios “cedidos”, donde su nombre se preserva en más de un memorial. Una estatua ecuestre de él, se erige en la ciudad de Madras.